# Gustavo Bueno (futbolista)
Gustavo Daniel Bueno D’Amico (Montevideo, 16 de julio de 1963) es un exfutbolista uruguayo y actual entrenador de fútbol. Es el padre del también futbolista Gonzalo Bueno.

## Trayectoria

### Como jugador
- 1978: divisiones juveniles del Club Nacional de Football.
- 1980: Danubio Fútbol Club, debutando en 1.ª división con 18 años.
- 1984: Central Español Fútbol Club.
- 1985: Fernandopolis Futebol Clube (São Paulo).
- 1986: Liverpool Fútbol Club.
- 1987: Club Atlético Basáñez, donde se retiró en 1989 como campeón de la 1.ª divisional C.

### Como entrenador
Bueno comenzó su carrera en la C, dirigiendo a La Luz en una memorable campaña para los de Aires Puros, quienes se consagraron campeones e invictos de la divisional. Tras dirigirlo en la B, llegó a Nacional en 1994 para entrenar a las formativas. Desde entonces, es empleado del club, y ya le ha tocado ejercer dos veces el cargo de entrenador del equipo principal en forma interina: la primera vez fue en 1996, por la tercera fecha del Torneo Apertura, cuando Nacional derrotó 4:0 a Danubio, con tres goles de Néstor el Diablo Correa y uno de Rodrigo Lemos; la segunda vez fue en 2010, con Juan Ramón Carrasco ya contratado como director técnico principal. En 2013, dirige interinamente junto a Cacho Blanco.
También dirigió en la 2.ª división profesional, con muy buen suceso, a Sud América y El Tanque Sisley.

## Palmarés

### Como jugador
- Campeón del Uruguayo de 4.ª división, con Danubio.
- Campeón de la Liguilla Pre-Libertadores de América, con Danubio.
- Campeón del Uruguayo de 1.ª división C, con Basáñez.

### Como entrenador
- Campeón del Uruguayo de 1.ª división C de 1993, con La Luz.
- Campeón del Uruguayo de 5.ª división de 2005, 2007 y 2009, con Nacional.
- Campeón del Punta Cup 2006, 2007 y 2009, con Nacional.
- Campeón de la Friendship Cup de Toronto de 2009, con Nacional.
- Campeón del Uruguayo 2012-2013 de 3.ª división, con Nacional.
- Campeón del Torneo Apertura de 5.ª división de 2007, con Nacional.
- Campeón del Torneo Clausura de 5.ª división de 2009, con Nacional.
- Ganador de la Tabla Anual de 3.ª división en el campeonato 2012-2013, con Nacional.
- Campeón del Torneo Apertura 2023 de Sub-17, con Danubio.